# Яр-Бишкадакское месторождение каменной соли
Яр-Бишкадакское месторождение каменной соли — месторождение, расположенное в городе Ишимбае и Стерлитамакском районе Башкортостана. Состоит из правобережного и левобережного участков, разделённых р. Белой.
Правобережный участок, расположенный в городе Ишимбае, разрабатывается АО «Башкирская содовая компания» рассолопромыслом (лицензия УФА 00956 ТЭ). Левобережный участок находится в нераспределённом фонде недр. Месторождение связано с городами Ишимбаем, Стерлитамаком и другими населёнными пунктами асфальтированной дорогой.

## Описание
Глубина залегания соляных пластов, разделённых между собой пропластками ангидрито-глинистых пород, составила по данным геологоразведки 500—1200 метров, мощность до 670 метров при протяжённости в 2 км. Мощность отдельного соляного пласта колеблется в пределах от 50 до 400 м. Припасы соли утверждены на уровне 4 миллиардов тонн. Содержание хлористого натрия (NaCL) в пластах (интервалах) изменяется от 65 до 98 %, ангидрита от 0,5 до 30 %, нерастворимого остатка от 0,2 до 11,4 %, полигалита от 0 до 3 %. Плотность каменной соли 2,14 т/м3
Сырьевая база стерлитамакского производства «Сода», входящего в Башкирскую содовую компанию, с получением хлоридно-натриевых рассолов, добываемых подземным выщелачиванием, являющихся сырьем для получения пищевой соли, кальцинированной и каустической соды, хлора и других химических продуктов. Доставка потребителю поднятого из скважин рассола производится с использованием трубопровода.
С 2006 года разработка месторождения ведется по проекту 11/7-П/ПЗ "Реконструкция и воспроизводства мощности ишимбайского Рассолопромысла, выполненный ЗАО «Химгортехнология» (г. Санкт-Петербург, 2006 г.).

## История
Открытие и возможность промышленной разработки месторождения позволило поднять вопрос о строительства химического завода про производству каустической соды. В 1955 году Совет Министров СССР принял решение о строительстве в городе Стерлитамаке завода «Каустик», закрывшего острую потребность страны в химсырье из Яр-Бишкадакской соли.
Стволы скважин закрепляются колоннами обсадных труб до верхней границы отработки соли с целью изоляции соляной залежи от надсоленосных отложений и создания герметичной системы: соляная толща — камера — скважина. Скважины оборудуются технологическими колоннами труб (водоподающей и рассолозаборной). Через водоподающую колонну под давлением закачивается растворитель (вода) на глубину залегания продуктивной толщи, где в результате растворения каменной соли образуется камера. Рассол, получаемый в камере при растворении соли, под избыточным давлением поднимается на поверхность и транспортируется по трубопроводу потребителю. Нерастворимые включения оседают на дно в камере растворения.
8 августа 1964 года был подписан акт приёмки в эксплуатацию первой очереди Стерлитамакского химического завода. Предприятие включало в себя цеха по производству каустической соды, хлора, дихлорэтана, хлористого водорода и соляной кислоты, объекты общезаводского назначения: азотно-кислородный цех, аммиачно-холодильный, центральная заводская лаборатория, биологические очистные сооружения, ремонтно-механическая служба.
В настоящее время Башкирская содовая компания — крупнейший экспортер кальцинированной соды в Европу.